# Martino Severi

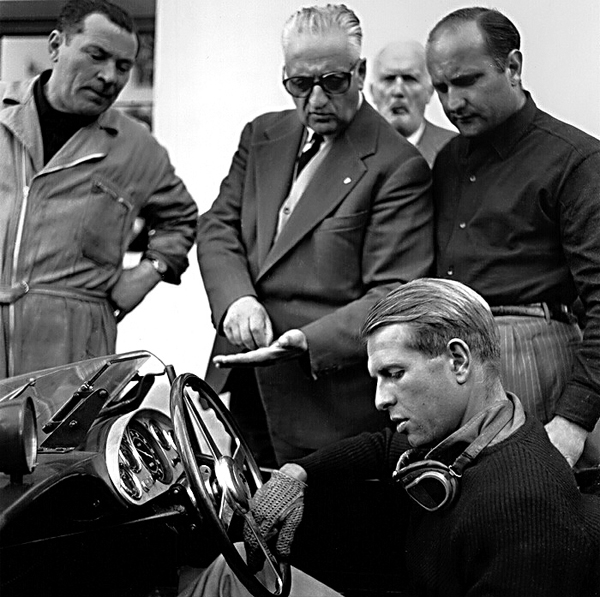
Martino Severi (ganz rechts mit dunklem Hemd), neben Ascanio Lucchi, Enzo Ferrari und Peter Collins (im Wagen) 1957

Martino Severi ist ein ehemaliger italienischer Autorennfahrer.

## Karriere
Severi war in den 1950er- und 1960er-Jahren Werkstestfahrer bei Ferrari. In dieser Funktion stieg er ab Mitte der 1950er-Jahre auch zum offiziellen Testfahrer der Scuderia auf und fuhr die neuen Rennsportwagen stets als Erster. 1959 und 1960 war er Testfahrer in der Formel 1.
Der schnelle Italiener wurde 1957 Einsatzfahrer und bestritt Sportwagenrennen für die Scuderia. Im selben Jahr war er auch beim 24-Stunden-Rennen von Le Mans am Start und saß am Ende des Rennens im einzigen Werks-Ferrari der ins Ziel kam. Gemeinsam mit Stuart Lewis-Evans steuerte er einen Ferrari 315S an die fünfte Stelle in der Gesamtwertung.

## Statistik

### Le-Mans-Ergebnisse
| Jahr | Team             | Fahrzeug     | Teamkollege        | Platzierung |
| ---- | ---------------- | ------------ | ------------------ | ----------- |
| 1957 | Scuderia Ferrari | Ferrari 315S | Stuart Lewis-Evans | Rang 5      |

### Einzelergebnisse in der Sportwagen-Weltmeisterschaft
| Saison | Team             | Rennwagen    | 1   | 2   | 3   | 4   | 5   | 6   | 7   |
| ------ | ---------------- | ------------ | --- | --- | --- | --- | --- | --- | --- |
| 1957   | Scuderia Ferrari | Ferrari 315S | BUA | SEB | MIM | NÜR | LEM | KRI | CAR |
| 1957   | Scuderia Ferrari | Ferrari 315S |     | 5   |     |     |     |     |     |